# 新加坡—印度關係
新加坡－印度關係，是指印度共和國和新加坡共和國之間的雙邊關係。兩國的關係一向友好，尤其在文化和經濟上有緊密的聯繫，又在投資和經濟合作、海上安全、訓練部隊、海軍聯合演習、發展軍事技術和反恐等方面擴大雙方的合作，更簽署了全面經濟合作協定（CECA）。根據2010年蓋洛普民意調查，有40%新加坡人贊成和印度保持緊密的聯繫，23%不贊成，37%不確定。

## 背景
印度和新加坡有悠久的文化、商業和戰略關係，两国曾经是大英帝国的殖民地，独立后均成为了英联邦的成员国。在新加坡更有被稱為“小印度”的文化和商業區域。現有超過30萬人印度人居住在新加坡。繼新加坡在1965年獨立，新加坡一直擔心中國共產主義的威脅，以及馬來西亞和印尼的統治，故此尋求與印度建立密切的戰略合作關係，將其視為一個抗衡中國的影響力和實現地區安全的合作夥伴。雖然這兩個國家在越南戰爭和冷戰立場敵對，造成關係一直緊張，但兩國的關係在20世紀90年代顯著改善。新加坡也是印度根據東望政策第一個合作的東南亞國家。

## 發展
自從新加坡獨立，兩國一直保持高層接觸：從1966年到1971年，新加坡總理李光耀分別在1966年、1970年和1971年訪問了印度三次。新加坡支持印度爭取成為聯合國安理會常任理事國之一及擴大在東南亞國家協會的影響，更支持印度於1965年對巴基斯坦的克什米爾戰爭。
2003年，印度和新加坡簽署了關於擴大軍事合作的協議，又聯合進行軍事訓練和發展軍事技術。新加坡海軍和印度海軍自1993年以來，一直有進行聯合海軍演習和和合作打擊恐怖主義。

## 经贸合作关系
新加坡是印度於2005-06年度的第九大貿易夥伴，截至2006年，新加坡在印度累計的投資總額有三十億美元，預計在2015年更會上升至五十億到一百億。印度的經濟自由化和東望政策導致了兩國貿易大幅擴張，出口到新加坡的主要產品包括石油、寶石、珠寶首飾、機械、電子產品、有機化工及金屬等等。
2005年，兩國簽署了全面經濟合作協定（CECA），增強了雙方的在教育、科技、知識產權、航空、醫學、工程、金融等等領域的合作。印度是新加坡人第四大旅遊目的地，而在2006年有超過65萬印度人曾往新加坡旅遊。